# Mariana Vartic
Mariana Vartic (numele la naștere: Maria-Ana Lungu, n. 6 iunie 1944, Abrud) este un critic, istoric literar, prozator, dramaturg și traducător român.

## Biografie
Fiica lui Victor Lungu, preot și a Claudiei (n. Melian).
Absolventă a liceului "Ana Ipătescu" din Gherla (1962).
Licențiată la Facultății de Filologie din Cluj (1967). 
Din 1969, cercetător la Institutul de Lingvistică și Istorie Literară din Cluj, la Secția de lexicografie-lexicologie română, apoi la Secția de istorie literară. 
Debutează în Studii și cercetari de lingvistică (1970); alte colaborări la Echinox, Tribuna, Familia (revistă), Revista de istorie si teorie literară, Apostrof (revistă) etc. Debut editorial cu vol. Anton Holban și personajul ca actor (1983). Impreună cu Aurel Sasu, a inițiat vastul proiect al unei "istorii autobiografice", pe genuri, a literaturii romane (Romanul românesc in interviuri, Dramaturgia romanească in interviuri) și a ingrijit ediții importante din Emil Cioran (antologie de articole recuperate din presa literară) și Eugen Ionescu (integrala publicisticii romanesti). A colaborat la lucrări colective fundamentale, lingvistice și literare (Dicționarul Academiei, Dictionarul scriitorilor români, Dicționarul esential al scriitorilor romani, Dicționarul cronologic al romanului românesc de la origini pina la 1989). 
Romanul O lume fără mine i-a fost tipărit la Editura Eminescu în 1991 și republicat de Casa Cărții de Știința in 2003. In același an, la aceeași editura clujeană îi apare romanul Prăpastia de hârtie. A scris libretul operei Lorelei, de Valentin Timaru, reprezentată in premiera pe scena Operei Române din Cluj in stagiunea 1993-1994. 
A publicat un volum de teatru : Recviem la ghișeu (1999). Piesa care dă titlul carții s-a jucat in premieră la Teatrul Tineretului din Piatra Neamț, stagiunea 1996-1997. 

## Volume publicate

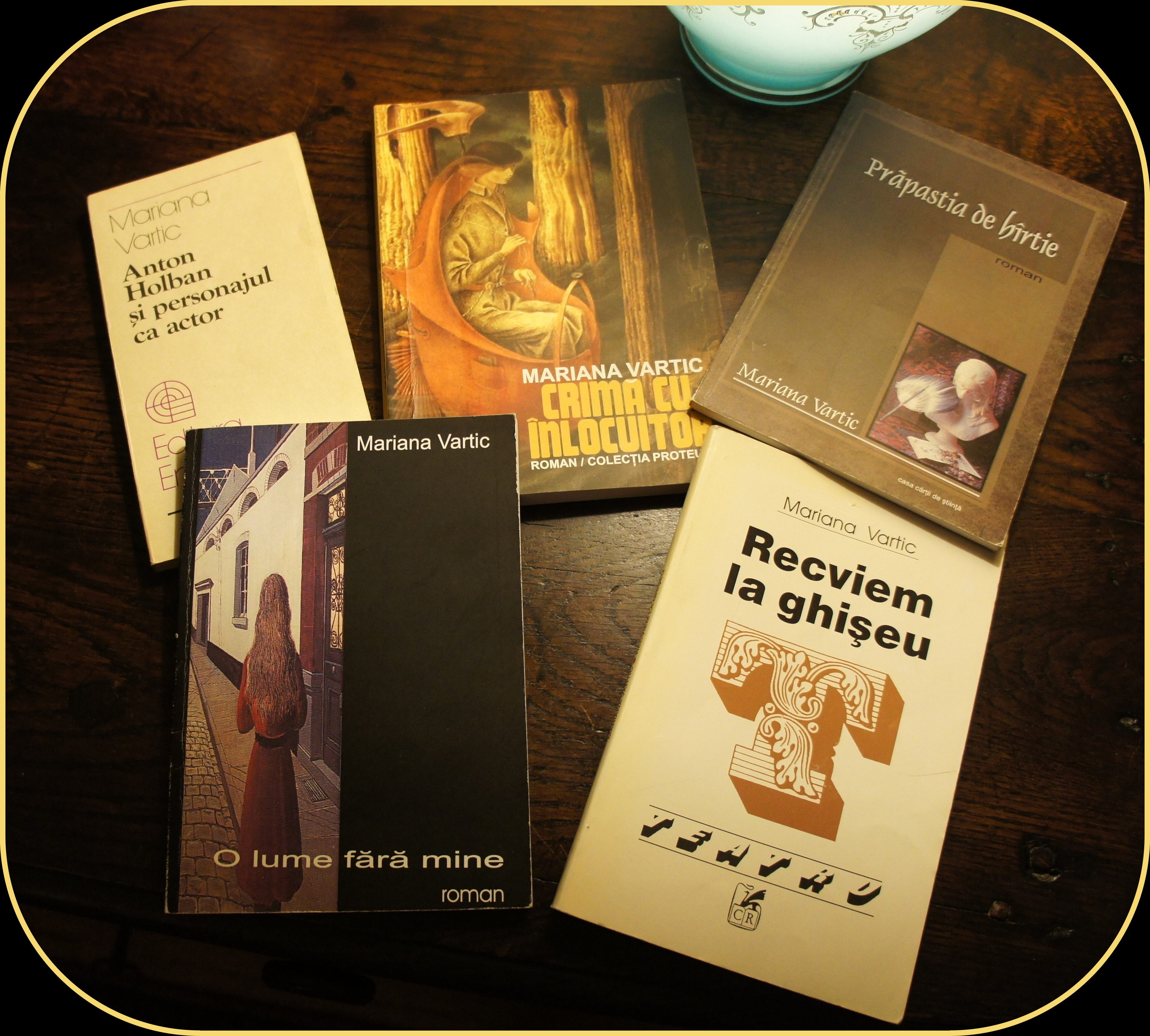

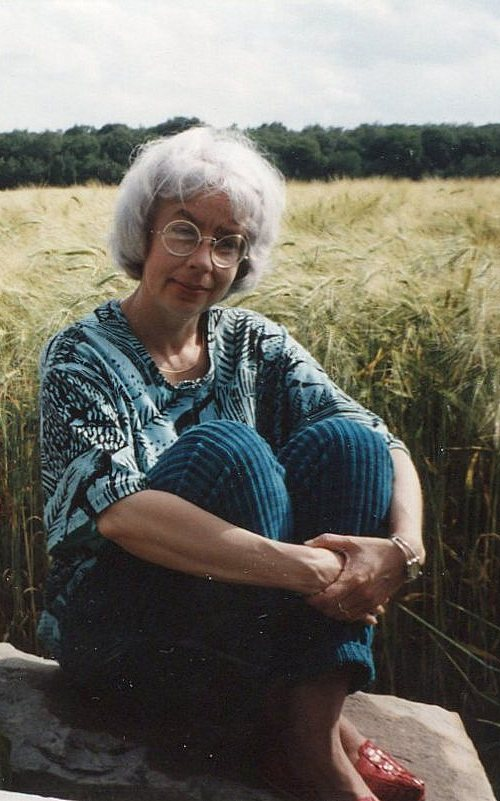

- O lume fără mine, București, Ed. Eminescu, 1991 (roman). Reeditare: Cluj, Casa Carții de Știința, 2003
- Lorelei, libretul operei de Valentin Timaru, reprezentată in premiera pe scena Operei Romane din Cluj in stagiunea 1993-1994
- Recviem la ghișeu, București, Ed. Cartea Romaneasca, 1999 (teatru)
- Prăpastia de hârtie, Cluj, Casa Carții de Știința, 2003, (roman)
- Crimă cu înlocuitor, Cluj, Ed. Echinox, 2009, (roman)
- Babel apocrif, Cluj, Ed. Limes, 2015, (teatru)
- Timp rătăcit, București, Ed. eLiteratura, 2015, (roman)

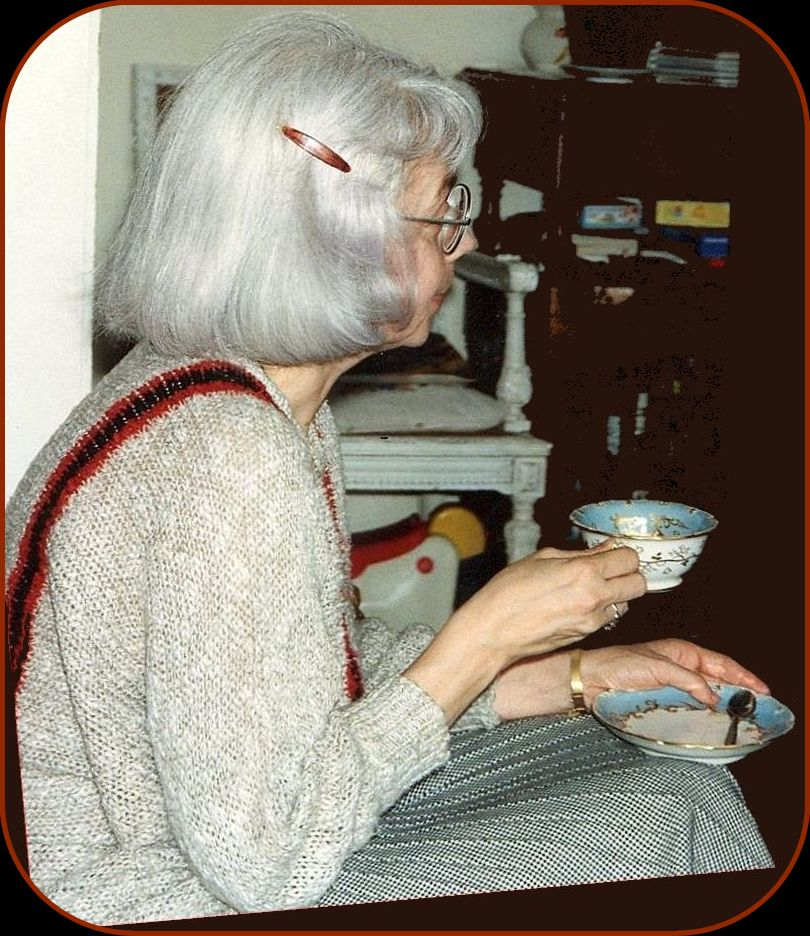

## Critica literară
- De la N. Filimon la G. Calinescu, Studii de sociologie a romanului românesc, București, Ed. Minerva, 1982 (in colaborare)
- Anton Holban și personajul ca actor, București, Ed. Eminescu, 1983 (eseu)
- Un roman de familie, prefață la romanul Vijelie de Sandra Cotovu, București, Ed. Minerva, 1985
- Postfață la romanul : Intr-o duminica de august de Eugen Balan, Cluj, Ed. Echinox, 1991
- Dacoromania. Indice bibliografic comentat, București, Ed. Științifica și Enciclopedica, 1983 (in colaborare)

## Ediții îngrijite. Prefețe. Postfețe
- Dominic Stanca, Timp scufundat, București, Ed. Eminescu, 1981 ; ediția a II-a, Bucuresti, Ed. Universalia, 2000
- Sandra Cotovu, Vijelie, București, Ed. Minerva, 1985 (ediție si prefața)
- Emil Cioran, Revelatiile durerii, Cluj, Ed. Echinox, 1990 (ediție, in colaborare cu Aurel Sasu)
- Eugen Ionescu, Eu, Cluj, Ed. Echinox, 1990 (ediție)
- Eugen Balan, Intr-o duminica de august, Cluj, Ed. Echinox, 1991 (ediție si prefața)
- Eugen Ionescu, Razboi cu toata lumea, vol. I-II, București, Ed. Humanitas, 1992 (ediție)
- I.L. Caragiale, Momente (vol. I) si Momente si schite (vol. II), București, Editura Minerva, 2002

## Volume colective
- Dicționarul limbii române (Dicționarul Academiei), literele R, T si U, București, Ed. Academiei, 1975-1990
- Dicționarul scriitorilor romani, vol. I-II, București, Ed. Fundatiei Culturale Romane, 1995-1998; vol. III-IV, București, Ed. Albatros, 2001-2002
- Dicționarul esential al scriitorilor romani, București, Ed. Albatros, 2000
- Dicționarul cronologic al romanului românesc de la origini pînă la 1989, București, Ed. Academiei, 2004
- Dicționarul general al literaturii române, 2004
- Dicționarul cronologic al romanului tradus în România, 2004-2005

## Traduceri
- Adolfo Bioy Casares, Celalalt labirint (nuvele), București, Ed. Univers, 1987
- Adolfo Bioy Casares, Jurnal din "Razboiul porcului", Visind la eroi (romane), București, Ed. Univers, 1991
- Adolfo Bioy Casares, Aventura unui fotograf in La Plata (roman), Cluj, Ed. Echinox, 1997
- Ramiro de Maeztu, Don Quijote, Don Juan si Celestina (eseuri), Cluj, Biblioteca Apostrof, 1999
- Ramón María del Valle-Inclán, Luminile Boemei (teatru), in curs de apariție

## Antologii
- Romanul românesc în interviuri. O istorie autobiografică, vol. I-IV, București, Ed. Minerva, 1985-1991 (antologie, in colaborare cu Aurel Sasu)
- Dramaturgia românească în interviuri. O istorie autobiografică, vol. I-V, București, Ed. Minerva, 1995-1997 (antologie, in colaborare cu Aurel Sasu)
- Bătălia pentru roman, București, Ed. Atos, 1997 (antologie, in colaborare cu Aurel Sasu)

## Premii
- Diploma de onoare a Ministerului Culturii, a revistei Manuscriptum și a Muzeului literaturii române pentru Romanul românesc în interviuri (1991)
- Premiul Uniunii Scriitorilor din România pentru Dicționarul cronologic al romanului românesc (2005).